# دیماکس مدیکال
دیماکس مدیکال (انگلیسی: Demax Medical) شرکت تجهیزات پزشکی چینی است، که در سال ۲۰۰۴ تأسیس شد.